# Stadion "Brdo" Ždralovi
Stadion "Brdo" Ždralovi nogometni je stadion u Ždralovima kraj Bjelovara. Područje oko stadiona kolokvijalno se i naziva Mamić Brdo prema Zdravku Mamiću. 
Stadion je sjedište drugoligaškog kluba NK Mladost Ždralovi te je drugi najveći stadion unutar Bjelovara iza gradskog stadiona na Logorištu.